# Рубежівська вулиця (Київ)
Рубежі́вська ву́лиця — вулиця у Святошинському районі м. Києва, місцевість Новобіличі. Пролягає від Робітничого провулку до вулиці Василя Стефаника.
Прилучаються вулиці Соснова, Гостомельська, Юнацька, Димерська, Лісорубна, Таращанський провулок, вулиці Корсунська, Рокитнянська, Олега Мудрака (від місця прилучения вона фактично складає непарну сторону Рубежівської вулиці), Бахмацька і Брусилівська.

## Історія
Вулиця виникла у першій половині XX століття під назвою 387-а Нова. Сучасна назва — з 1944 року, від місцевості Рубежівка. До середини 1970-х років простягалася від Малинської до Підлісної вулиці, скорочена у зв'язку із переплануванням.